# Dorata atomophora
Dorata atomophora är en fjärilsart som beskrevs av Edward Meyrick 1928. Dorata atomophora ingår i släktet Dorata och familjen äkta malar. Inga underarter finns listade i Catalogue of Life.